# Chylismia arenaria
Chylismia arenaria là một loài thực vật có hoa trong họ Anh thảo chiều. Loài này được A.Nelson mô tả khoa học đầu tiên năm 1934.